# Schottisch-Englischer Krieg
Der Schottisch-Englische Krieg von 1215 bis 1217 war eine militärische Auseinandersetzung zwischen Schottland und England. Der Krieg war eine regionale Auseinandersetzung innerhalb des größeren Konflikts des Ersten Kriegs der Barone zwischen dem englischen König und einer vom französischen Thronfolger unterstützten Adelsopposition. Er endete ohne territoriale Veränderungen, doch nach weiteren Verhandlungen konnte 1220 ein Ausgleich zwischen den beiden Reichen geschlossen werden, der die Grundlage für die lange Friedenszeit zwischen England und Schottland im 13. Jahrhundert legte.

## Vorgeschichte

### Abschluss der Verträge von Norham und Durham
1209 hatten der schottische König Wilhelm I. und der englische König Johann Ohneland am Rande eines Krieges gestanden. Angesichts seiner offensichtlichen militärischen Unterlegenheit musste der schottische König den demütigenden Vertrag von Norham schließen, in dem er dem englischen König weitgehende Zugeständnisse machen musste. Der Vertrag wurde im Februar 1212 durch den zwischen den beiden Königen geschlossenen Vertrag von Durham ergänzt. Gemäß diesen Vereinbarungen mussten die Schotten Geiseln stellen und die hohe Summe von 15.000 Merks an den englischen König zahlen, der dazu die beiden ältesten Töchter des schottischen Königs mutmaßlich mit seinen Söhnen verheiraten wollte. Während die Geiseln gestellt wurden und die Schotten mit der Zahlung der Summe in Raten begannen, setzte der englische König bis zum Tod von König Wilhelm im Dezember 1214 seine gegebenen Versprechen nicht um.

### Wechsel der schottischen Politik unter Alexander II.
Wilhelms junger Sohn und Nachfolger Alexander II. war zu Beginn seiner Herrschaft fest entschlossen, die 1209 und 1212 gegebenen Versprechen des englischen Königs einzufordern. Dazu erneuerte er die Forderung seines Vaters nach der Rückgabe der nordenglischen Grafschaften Westmorland, Cumberland und Northumberland, auf die der schottische König 1157 hatte verzichten müssen. Der junge König hatte die meisten der erfahrenen und bewährten Ratgeber seines Vaters in ihren Ämtern belassen, doch diese unterstützten ebenso wie die meisten schottischen Magnaten die Politik des Königs, da sie seine Forderungen als gerechtfertigt betrachteten. Sowohl mehrere Ratgeber wie auch Magnaten hatten 1209 Söhne als Geiseln stellen müssen oder waren in Rechtsstreitigkeiten um Landbesitz in England von König Johann Ohneland benachteiligt worden, weshalb sie über dessen Politik verbittert waren.

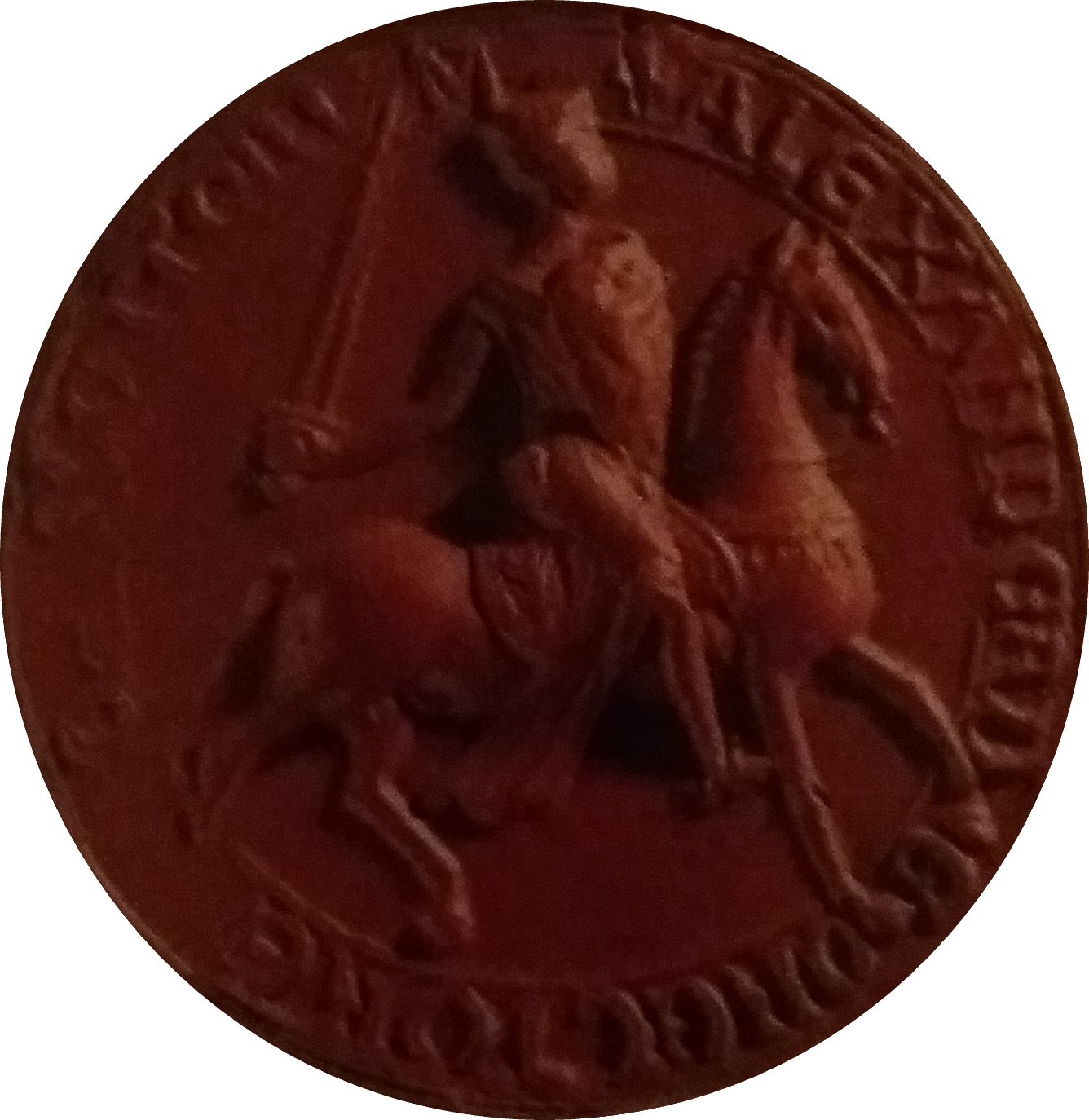
Der junge schottische König Alexander II. war bereit, einen Krieg gegen den englischen König zu riskieren. Darstellung des Königs auf seinem Siegel.

### Annäherung zwischen Alexander II. und der englischen Adelsopposition
Der englische König stand seit Herbst 1214 zunehmend unter dem Druck einer Adelsopposition, der zahlreiche nordenglische Barone angehörten. Zwei der wichtigsten Führer der nordenglischen Barone, Eustace de Vesci und Robert de Ros, waren mit Halbschwestern von Alexander II. verheiratet. Vesci sowie der anglo-schottische Magnat Saer de Quincy kamen Anfang 1215 zum schottischen Königshof, um den schottischen König auf die Seite der Adelsopposition gegen Johann Ohneland zu ziehen. Im April 1215 kam ein weiterer wichtiger englischer Magnat, Robert de Vere, 3. Earl of Oxford, nach Schottland. Dennoch hielt sich Alexander II. im Mai zurück, als die englischen Barone sich für eine militärische Konfrontation mit Johann Ohneland rüsteten. Er musste zunächst die Rebellion von Donald Ban Macwilliam in Nordschottland niederschlagen und hoffte vermutlich, allein durch die Drohung, die Adelsopposition zu unterstützen, Johann Ohneland zu Zugeständnissen in der Frage der nordenglischen Grafschaften zwingen zu können.

### Die Belange von Alexander II. bei den Verhandlungen zur Magna Carta
Im Juni kam es in England zu Verhandlungen, die zur Anerkennung der Magna Carta durch den englischen König führten. Bei den Verhandlungen in Runnymede war Saer de Quincy der führende Unterhändler der Barone gewesen, während der anglo-schottische Magnat Alan, Lord of Galloway als wichtiger Berater von Johann Ohneland diente. Auch wenn der schottische König selbst nicht an den Verhandlungen über die Magna Carta beteiligt war, waren somit einflussreiche Unterstützer von ihm in Runnymede dabei. Deshalb hoffte der schottische König wahrscheinlich, dass der Konflikt mit dem englischen König noch friedlich beigelegt werden könne. Im Artikel 59 der Magna Carta musste der englische König zusagen, die berechtigten Interessen des schottischen Königs zu berücksichtigen. Die schottischen Geiseln sollten freikommen und die 1209 und 1212 gemachten Vereinbarungen über die Verheiratung der Schwestern von Alexander II. sollten eingehalten werden. Der schottische König erwartete nun die Umsetzung dieser Zusagen und sandte Anfang Juli eine Gesandtschaft zu weiteren Verhandlungen nach Oxford, der Bischof Malveisin, Enguerrand de Balliol, Walter of Lindsey, John of Maxwell, Philip de Mowbray und Robert de St Germain angehörten. Zu dieser Zeit hatte Johann Ohneland aber bereits Vertreter zum Papst gesandt, um die Magna Carta für ungültig erklären zu lassen. Deshalb hatte er kein Interesse mehr an ernsthaften Verhandlungen mit den Schotten, so dass die Verhandlungen nach kurzer Zeit Mitte Juli ergebnislos abgebrochen wurden.

### Vorbereitungen zum Krieg mit England
Der schottische König war nach dem Scheitern der Verhandlungen bereit, auf der Seite der Adelsopposition Krieg gegen den englischen König zu führen. Dabei wollte er aber vor allem seine eigenen Interessen in Nordengland durchsetzen. Der König war sich mit Sicherheit bewusst, dass er in dem Konflikt nicht auf die Unterstützung von Papst Innozenz III. bauen konnte, der sich voll hinter seinen Vasallen Johann Ohneland stellte. Am 5. September exkommunizierte der Papst führende Vertreter der Barone wie Eustace de Vesci und Saer de Quincy. In dem der schottische König die Rebellen weiter unterstützte, riskierte er nicht nur die Verhängung von Kirchenstrafen, sondern auch, dass der Papst die Unabhängigkeit der schottischen Kirche gegenüber der englischen Kirche in Frage stellte. Andererseits wurden die Forderungen des schottischen Königs nicht nur in Schottland, sondern selbst in England als gerecht angesehen. Da sich die Herrschaft des verhassten Johann Ohneland am Rand des Zusammenbruchs befand, schien die Gelegenheit günstig, dass der schottische König durch den Krieg die Politik seines Vaters vollenden konnte. Für Herbst 1215 berief der schottische König sein Heer ein, um einen Feldzug nach England zu führen. Angesichts der Erfahrung der bitteren Niederlage im Krieg von 1173 bis 1174 drängten seine Magnaten dazu, den Krieg wesentlich besser vorzubereiten. Der schottische König konnte aber weiterhin auf die breite Unterstützung durch seine Magnaten hoffen. Auch Alan und Thomas of Galloway, die im Juni noch Johann Ohneland unterstützt hatten, stellten sich Anfang September 1215 deutlich auf die Seite des schottischen Königs. Durch die Unterstützung durch die Gegner von Johann Ohneland unter den nordenglischen Baronen standen den Schotten wichtige Burgen wie Alnwick, Prudhoe und Wark-on-Tweed offen. In Nordwestengland waren Carlisle Castle und ganz Cumberland unter der Kontrolle des Rebellen Robert de Ros, der dort als Sheriff diente. Allerdings waren Norham, Bamburgh, Newcastle und Durham Castle weiterhin in der Hand von Vertrauten des englischen Königs, und in Westmorland hielt Robert de Vieuxpont Appleby und Brougham Castle für den englischen König. Da es aber auch Anzeichen für Unruhen in den Midlands gegen Johann gab, standen die Aussichten gut, dass die Schotten ohne große Gegenwehr weit nach England vorstoßen konnten.

### Das schottische Heer

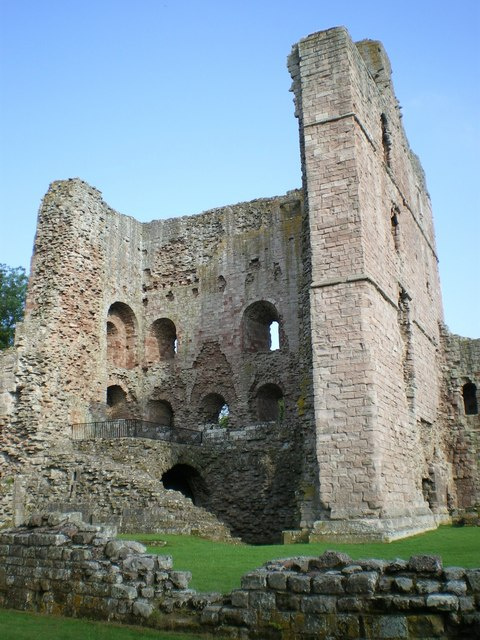
Die Ruine des Keeps von Norham Castle, das 1216 einer vierzigtägigen Belagerung durch die Schotten widerstand

Das Heer, das Alexander II. im Herbst 1215 aufgeboten hatte, bestand nur aus wenigen Rittern, sondern vor allem aus mit Lanzen und Bögen bewaffneten Fußsoldaten. Die Schotten bevorzugten traditionell eine bewegliche Kriegsführung und waren bereit, sich zur Schlacht zu stellen. Vor allem waren die Fußsoldaten aber auf Plünderung aus. Gegen befestigte Burgen und Städte konnten die schottischen Heere allerdings meist nur wenig ausrichten. Den Krieg gegen England wollte Alexander II. als ritterlichen Krieg nach westeuropäischem Vorbild führen. Um seine Kriegsziele zu erreichen, reichten aber die begrenzten schottischen Kräfte nicht aus. Die Schotten scheiterten dabei nicht nur bei der Eroberung von Burgen, sondern auch bei deren Verteidigung. Als König Johann Anfang 1216 nach Norden vorstieß, waren die Besatzungen der Burgen offenbar so schwach, dass sich Carlisle rasch ohne Gegenwehr ergab, während die Befestigungen und die Besatzung von Berwick nicht ausreichte, um den Angriff des zahlenmäßig vermutlich kleinen englischen Heeres abzuwehren.

## Verlauf des Krieges

### Schottischer Feldzug nach Nordengland 1215
Als die Adelsopposition dem schottischen König zusicherte, ihm sofort alles zu gewähren, was Johann Ohneland ihm nur versprechen wollte, war er zum Krieg entschlossen. Am 19. Oktober überschritt das schottische Heer die Grenze zu England und begann mit der Belagerung der Grenzfestung Norham. Vermutlich am 23. Oktober kam Eustace de Vescy mit anderen Rebellen zu Alexander II. nach Felton in Coquetdale und übergab ihm in einer Zeremonie die umstrittenen nordenglischen Grafschaften Northumberland, Cumberland und Westmorland. Anschließend huldigten die nordenglischen Barone mit Zustimmung des durch die Magna Carta eingesetzten Komitees der 25 Barone dem schottischen König. Die englischen Barone erkannten Alexander II. aber nicht als ihren König, sondern als Vasall des englischen Königs an.
Trotz Belagerung durch das gesamte schottische Heer widerstand die Besatzung von Norham Castle den Angriffen. Nachdem die Rebellen dem französischen Prinzen Ludwig die englische Krone angeboten hatte, versuchte Alexander II., vor Wintereinbruch seine Stellung im Norden zu halten. Da er dazu die Kosten für sein Heer tragen musste, schloss er nach 40 Tagen Belagerung mit der Besatzung von Norham Castle einen Waffenstillstand. Er hob die Belagerung auf und zog mit seinem Heer nach Newcastle. Auch dort widerstand die Burg den schottischen Angriffen, worauf der schottische König die Stadt plündern und niederbrennen ließ. Anschließend zogen sich die Schotten mit ihrer Beute nach Norden zurück.

### Feldzug von Johann Ohneland nach Südostschottland 1216

#### Zug des englischen Königs nach Nordengland
Der englische König Johann Ohneland war entschlossen, sich für den schottischen Angriff auf Nordengland zu rächen und die Bedrohung durch den schottischen König auszuschalten. Dazu stellte er ein Heer auf, mit dem er vor dem 4. Januar 1216 York erreichte. Der Kern seines Heeres bestand aus etwa 400 Rittern und Waffenknechten, von denen die meisten Brabanzonen, erfahrene Söldner aus Flandern, waren. Von York aus sandte Johann Ohneland Teile seiner Armee zu den Burgen der nordenglischen Rebellen. Ohne große Gegenwehr ergaben sich am 7. Januar Mitford und Morpeth, am 9. Januar Alnwick, und Wark am 11. Januar. Auch Carlisle wurde von Robert de Ros übergeben. Johann Ohneland verhängte hohe Strafen und enteignete seine Gegner. Angesichts des verbrannten Newcastle versprach er, dass der “Fuchswelpe sich in seinem Bau verstecken” würde, eine Anspielung auf die rote Haarfarbe und die Jugend von Alexander II. Nachdem das englische Heer Nordengland unter Kontrolle gebracht hatte, sammelte es sich am 14. Januar wieder bei Norham.
Die Rebellen unter den Baronen aus Yorkshire waren vor Johann Ohneland geflohen und hatten dabei teils ihre eigenen Burgen niedergebrannt. Am 11. Januar 1216 trafen sie, wahrscheinlich unter Führung von Robert de Ros und Eustace de Vesci, Alexander II. in Melrose Abbey und baten ihn um seinen Schutz. Der schottische König nahm im Kapitelhaus des Klosters ihre Huldigung entgegen. Auf Yorkshire hatte er bislang keinen Anspruch erhoben, doch offenbar versuchte er nun, rücksichtslos die Situation auszunutzen, um sein Reich zu erweitern.

#### Einfall des englischen Heeres in Südostschottland

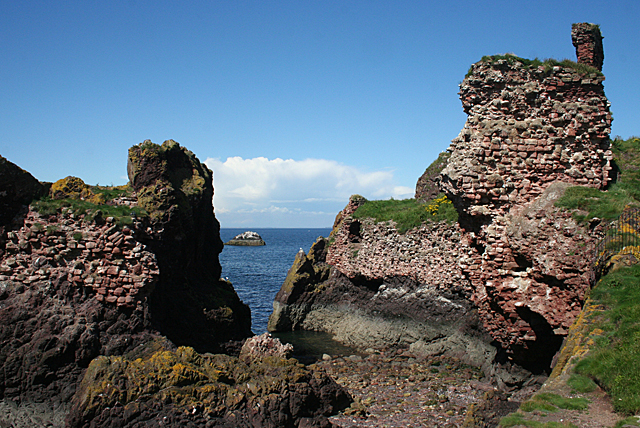
Die Ruinen von Dunbar Castle, das im Januar 1216 von den Truppen von Johann Ohneland erobert wurde

Das englische Heer fiel von Norham aus plündernd in Südostschottland ein. Vor dem 15. Januar 1216 wurde die Grenzstadt Berwick erobert. Auch Roxburgh wurde erobert, wobei unklar ist, ob nur die Stadt oder auch die königliche Burg in die Hände der Engländer fiel. Am 17. Januar eroberte die englische Vorhut Dunbar einschließlich Dunbar Castle, dann stießen sie bis Haddington vor, das niedergebrannt wurde. Die englische Chevauchée durch Lothian wurde wesentlich brutaler durchgeführt als die englischen Angriffe von 1138 und 1173.

#### Rückzug des englischen Heeres
Angesichts der Eroberungen durch Johann Ohneland scheinen die Berichte der englischen Chronisten zu stimmen, nach dem der schottische König keinen Widerstand leisten konnte. Nach einer Chronik aus St Andrews hingegen soll sich Alexander II.  gezielt zurückgezogen haben. Er sammelte Verstärkungen, zu denen auch Ritter aus Nordengland gehörten, am River Esk und war bereit, den englischen König vor Edinburgh zur Schlacht zu stellen. Dieser kühne Plan sah eine Abkehr von der seit der Niederlage in der Standartenschlacht verwandten schottischen Taktik vor, offene Feldschlachten gegen die Engländer zu vermeiden. Angesichts der Schnelligkeit, mit der die Engländer in Schottland vorstießen, muss ihre Armee aus einer mobilen, aber zahlenmäßig geringen Reitertruppe ohne große Unterstützung durch Fußsoldaten und mit einem nur kleinen Train bestanden haben. Durch seine Aufklärer erfuhr der englische König vom Aufmarsch des schottischen Heeres. Sein Heer war dem schottischen Aufgebot mit Sicherheit zahlenmäßig weit unterlegen. Angesichts dieser Bedrohung und dazu der Tatsache, dass er weit von seinen Gegnern in Südengland entfernt war, entschloss sich Johann Ohneland zu einem raschen Rückzug. Die Schotten setzten den Engländern nach und wollten ihnen den Weg abschneiden, doch die Engländer wählten einen anderen Rückweg und zogen über Dunbar nach Coldingham Priory, die sie niederbrannten. Auf ihrem weiteren Rückmarsch brannten sie auch die Stadt Berwick nieder, ehe sie sich um den 24. Januar, also bereits zehn Tage nach ihrem Einmarsch, wieder nach England zurückzogen. Mit der Plünderung von Südostschottland hatte Johann Ohneland die wirtschaftliche Grundlage seines Gegners schwer beschädigt, ohne aber einen dauerhaften Erfolg erzielt zu haben.

#### Verfolgung der Engländer durch die Schotten
Der schottische König folgte den Engländern in geringem Abstand. Sie überschritten wieder die Grenze nach England und stießen durch Northumberland vor. Im Swaledale im nördlichen Yorkshire entschloss sich aber Alexander II., den englischen König nicht weiter zu verfolgen. Stattdessen stieß er über Stainmore nach Westen nach Westmorland und Cumberland vor. Sein Ziel war Carlisle, doch ohne Belagerungsgerät konnte das schottische Heer die Stadt nicht einnehmen. Aus Rache für die Plünderung von Südostschottland erlaubte Alexander II. seinen Truppen, die englischen Gebiete zu plündern. Dabei versuchte Alexander noch, einen nach den damaligen Maßstäben ritterlichen Krieg zu führen und befahl die Schonung von Kirchen, Klöster und deren Besitzungen. Dennoch konnte er nicht verhindern, dass im Februar 1216 Holme Cultram Abbey, ein ausgerechnet von Alexanders Großvater Heinrich gegründetes Kloster, geplündert wurde. Oft werden undisziplinierte Krieger aus Galloway für die Plünderung von Holme Cultram verantwortlich gemacht, doch die Melrose Chronicle beschreibt die Täter als Schotten und nicht als Galwegians. Die Plünderer verschätzten sich aber bei der Überquerung der Mündung des Eden beim Gezeitenstand. Sie wurden von der aufkommenden Flut überrascht, in der viele ertranken.

#### Folgen
Der Feldzug des englischen Königs hatte erhebliche Zerstörungen in Südostschottland verursacht, so dass sich die Feindschaft der Schotten gegen ihn verfestigte. Ansonsten hatte er keine strategischen Erfolge gebracht. Einige der nordenglischen Barone, die sich vom schottischen König mehr Unterstützung erwartet hatten, hatten sich wieder dem englischen König unterworfen. Doch nachdem der englische König sich wieder nach Yorkshire zurückgezogen hatte, brach seine Herrschaft mit Ausnahme des Gebiets einiger Burgen in weiten Gebieten Nordenglands zusammen.

### Der schottische Feldzug von 1216

#### Schottische Vorbereitungen für den Feldzug

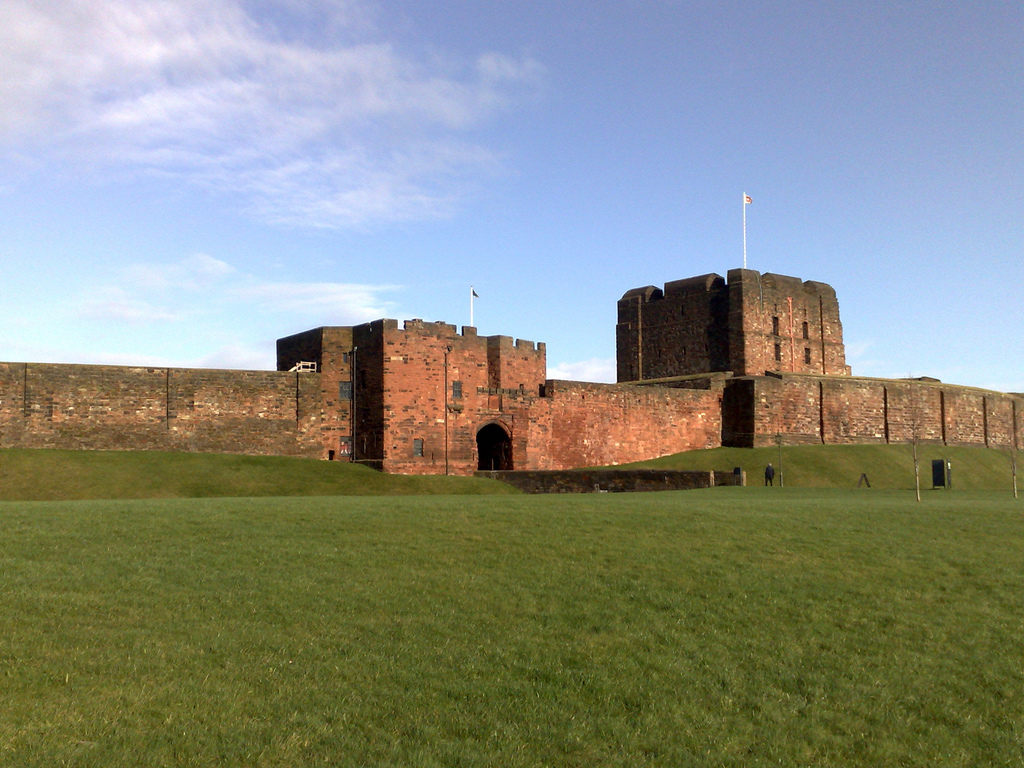
Der Keep und das Torhaus von Carlisle Castle, das 1216 von den Schotten erobert wurde

Im Frühjahr 1216 unternahm Alexander II. keinen weiteren Angriff, während Johann Ohneland in England eine Reihe von rebellischen Baronen zur Unterwerfung bewegen oder zwingen konnte. Dennoch setzte eine Reihe von Rebellen den Kampf fort. Sie drängten den französischen Prinzen Ludwig, zu ihrer Unterstützung mit einem Heer nach England zu kommen. Alexander II. stand zu dieser Zeit wahrscheinlich nicht im Kontakt mit Prinz Ludwig. Stattdessen stellte er ein kleines, aber schlagkräftiges Reiterheer für einen erneuten Angriff auf. Nach den Erfahrungen des letzten Feldzugs umfasste dieses Heer nicht mehr Aufgebote aus undisziplinierten, aber schlecht bewaffneten Stammeskriegern aus Nordschottland. Stattdessen wurden die Gebiete nach der Chronicle of Melrose aufgefordert, den Feldzug mit Abgaben aus Häuten und Geld zu unterstützen.
Am 21. Mai 1216 landete Prinz Ludwig in Kent. Keine vier Wochen später sandte er Briefe an den schottischen König, indem er ihn aufforderte, ihm als Thronanwärter zu huldigen. Der französische Prinz hatte sicherlich davon erfahren, dass nicht nur die Barone der drei nordenglischen Grafschaften, sondern auch die Barone aus Yorkshire dem schottischen König gehuldigt hatten. Damit bestand für Ludwig die Gefahr, dass das Reich, das er in Besitz nehmen wollte, in der Größe erheblich geschmälert wurde. Deshalb verlangte er vom schottischen König, dass dieser die ihm von den Rebellen versprochenen drei nordenglischen Grafschaften nicht als König, sondern als Baron und Vasall hielt und dass er sie nicht Schottland einverleiben würde. Der Vorstoß von Johann Ohneland im Januar 1216 nach Schottland hatte seinerseits gezeigt, dass der schottische König Nordengland nicht alleine verteidigen konnte. Deshalb war er auf die Unterstützung von Ludwig angewiesen und bereit, sich diesem zu unterwerfen. Mit seinem Reiterheer wollte er nun einen neuen, kühnen Vorstoß nach England durchführen.

#### Die Eroberung von Carlisle
Im Juli 1216 überschritt das schottische Heer erneut die Grenze und begann mit der Belagerung von Carlisle, das von einer englischen Besatzung unter Führung von Robert de Vieuxpont verteidigt wurde. Am 8. August ergaben sich die Bürger der Stadt, worauf sich die englische Besatzung in die Burg zurückzog. Mit Hilfe von Belagerungsgerät konnten die Schotten den äußeren Burghof erobern, schließlich ergab sich die englische Besatzung im November oder Dezember 1216. Die Eroberung von Carlisle war nicht nur von strategischem, sondern auch von symbolischen Wert. Während der Herrschaft des schottischen Königs David I. war die Stadt um die Mitte des 12. Jahrhunderts der Mittelpunkt der nordenglischen Besitzungen gewesen, die in schottischer Hand geraten waren. 1153 war der König in der Stadt gestorben.

#### Der Zug von Alexander II. nach Dover

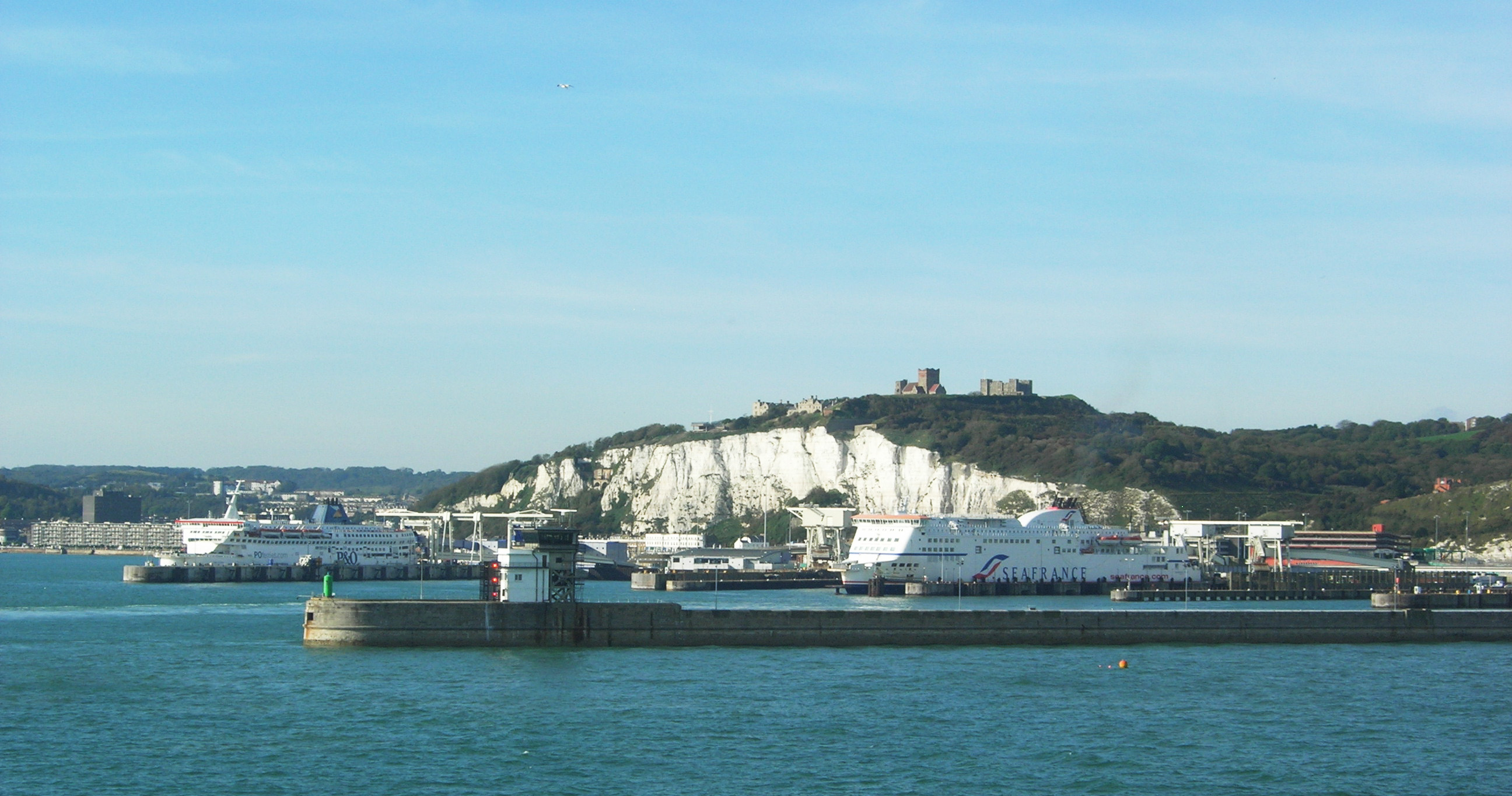
Dover Castle am Ärmelkanal, das Alexander II. in einem kühnen Zug im September 1216 erreichte

Alexander II. war bereits Mitte August, also vor der Eroberung von Carlisle Castle, mit einer berittenen Streitmacht nach Süden gezogen, um sich mit dem französischen Prinzen Ludwig zu treffen. Begleitet wurde er von einer starken Streitmacht der nordenglischen Barone unter Führung von Eustace de Vesci. Nachdem sie über die Pennines nach Südosten in das Teesdale gezogen waren, erreichten sie das von Hugh de Balliol verteidigte Barnard Castle. Während der Erkundigung der Befestigungen der Burg wurde Vesci durch einen Armbrustbolzen getötet. Da die Burg ohne Belagerungsgeräte nicht erobert werden konnte, brach Alexander II. die Belagerung ab und zog mit seiner Streitmacht plündernd weiter nach Süden. Über den genauen Verlauf des schottischen Zugs gibt es allerdings keine Angaben. Vermutlich zogen die Schotten von Barnard Castle durch das Vale of York, das durch Helmsley Castle, einer Burg des verbündeten Robert de Ros, geschützt wurde. Offenbar erhielt Alexander auch Informationen von Earl Warenne, der Sandal und Conisbrough Castle kontrollierte und so den Weg durch die Midlands offenhielt. Auch die Stadt Lincoln konnten sie passieren, die von einer Armee der rebellischen Barone belagert wurde. Die Truppen von Johann Ohneland operierten während des schottischen Vorstoßes in Westengland, so dass den Schotten und ihren Begleitern kein nennenswerter Widerstand geleistet wurde. Vermutlich über London, das von den Rebellen kontrolliert wurde, erreichte das schottische Heer kurz nach dem 8. September Canterbury, wo Alexander II. den französischen Prinzen traf. Ludwig empfing den schottischen König ehrenvoll und geleitete ihn dann nach Dover, wo das französische Heer die Burg belagerte. Damit war der südlichste Punkt erreicht, den je ein feindliches schottisches Heer in England erreicht hatte. Der Vorstoß über 600 km quer durch England war nur aufgrund einer umfassenden Aufklärung und mit der Unterstützung durch verbündete englische Barone gelungen. Während des Vorstoßes nach Dover hatte Alexander II. seiner Streitmacht verboten, englische Kirchen oder Klöster sowie die Besitzungen verbündeter Barone zu plündern und nur die Plünderung königliche Besitzungen erlaubt. In Dover huldigte der schottische König dem französischen Prinzen für seine nordenglischen Besitzungen, während dieser im Gegenzug feierlich schwor, keinen Frieden mit dem englischen König zu schließen, ohne Alexander II. mit einzubeziehen.

#### Rückmarsch des schottischen Königs
Vermutlich blieb Alexander II. mehrere Wochen lang in Dover, wo er zur Finanzierung seines Aufenthalts dafür extra aus Schottland mitgeführte Tierhäute verkaufte. Er konnte aber Ludwig nicht dazu bewegen, ihm weitere Zugeständnisse zu machen oder ihn gar zum Verzicht auf die nordenglischen Grafschaften zu bewegen. Vermutlich Anfang Oktober brach Alexander von Dover zur Rückreise nach Schottland auf. Er hatte vermutlich erfahren, dass Johann Ohneland in Lincolnshire Truppen sammelte, um ihm den Rückweg zu verlegen. Tatsächlich versuchte der englische König, den Schotten den Übergang über den River Trent zu versperren. Er ließ Brücken und Fähren zerstören und Furten mit Pfählen blockieren, dazu lagen englische Truppen in Hinterhalten. Alexander II. zog wohl über die Ermine Street nach Norden. Er versuchte aber nicht in kopfloser Flucht nach Norden zu kommen, sondern umging dank guter Aufklärung die englischen Truppen. Johann Ohneland dagegen erkrankte und starb in der Nacht zum 19. Oktober. Die Schotten konnten noch einen triumphalen Erfolg erzielen, als sie das Lager der zerstreuten englischen Truppen entdeckten und plünderten. Anschließend konnten sie ohne größere Schwierigkeiten den Trent überqueren. Der Zug des schottischen Heeres nach Kent war für Alexander II. ein Triumph, für den englischen König eine Demütigung.

### Schottische Feldzüge von 1217 und die Wende des Krieges

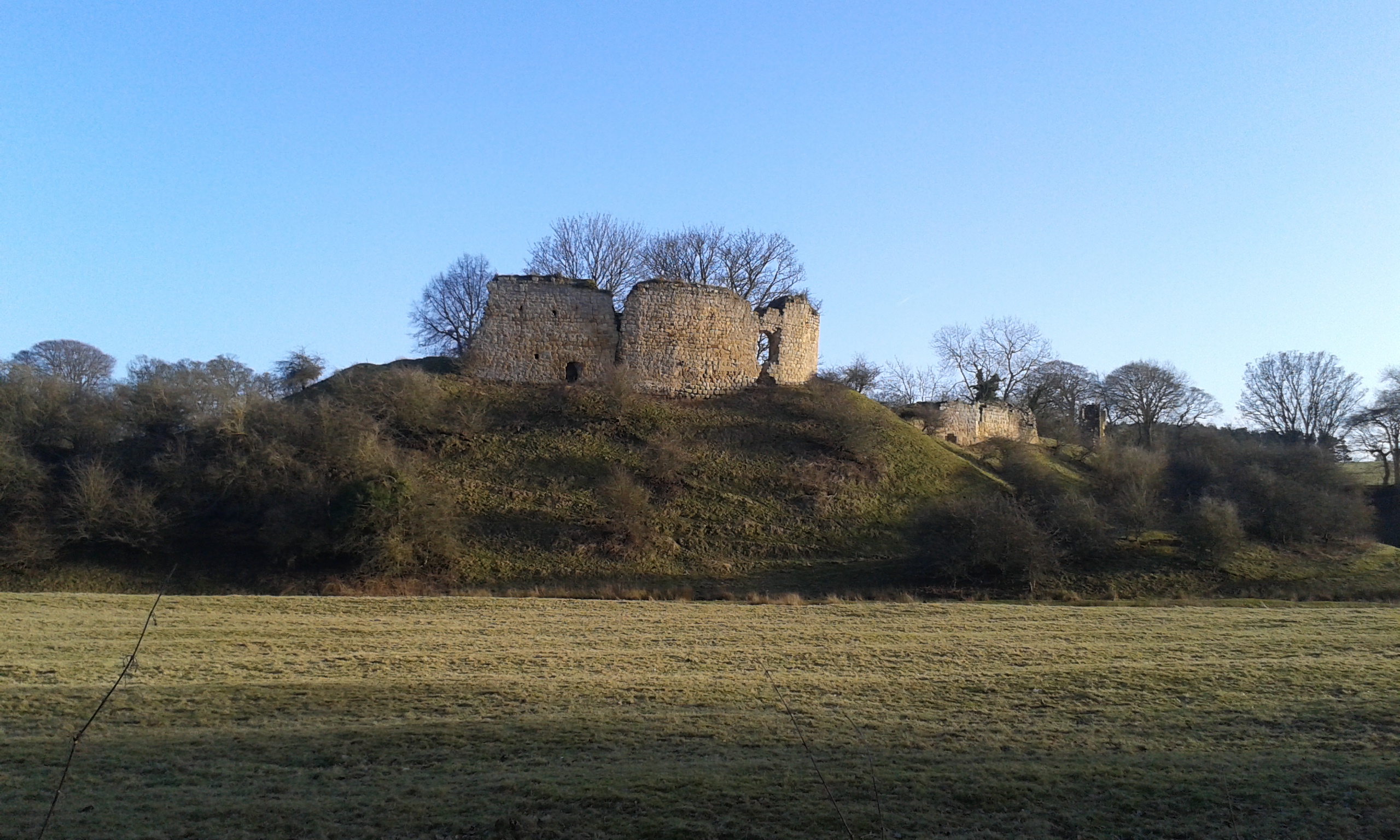
Mitford Castle, das 1217 einer kurzen schottischen Belagerung widerstand

Alexander II. hatte nach dem Tod von Johann Ohneland versucht, seinen Besitz von Carlisle und Cumberland zu festigen, wo er von einem Großteil des lokalen Adels unterstützt oder zumindest gebilligt wurde. Hauptnutznießer der Eroberung von Cumberland war Alan, Lord of Galloway, der seine Erbschaft Appleby als Lehen vom schottischen König erhielt und dazu Kommandant von Carlisle Castle wurde. Auch das Kathedralkapitel des vakanten Bistums Carlisle unterstützte den schottischen König und wählte einen namentlich nicht genannten Schotten zum neuen Bischof. Vermutlich handelte es sich um den königlichen Kanzler William del Bois, aber vielleicht auch um dessen Schreiber Robert de St Germain. Der erbitterte Widerstand von Philip of Oldcoates, Hugh de Balliol und Robert de Vieuxpont verhinderte aber, dass der schottische König die effektive Kontrolle über weitere Gebiete in Nordengland gewinnen konnte. Der prestigeträchtige Zug durch England nach Dover brachte keinen dauerhaften Erfolg, so dass im Jahr 1216 die Eroberung von Carlisle Castle der einzige schottische Erfolg gewesen war. Im Mai 1217 unternahm Alexander einen neuen Vorstoß nach Northumberland, der offenbar in Abstimmung mit dem Vorstoß eines Heeres der Rebellen unter Saer de Quincy gegen Mountsorrel Castle und Lincoln erfolgte. Der schottische König ließ Mitford Castle belagern, doch bereits nach einer Woche hob er die Belagerung auf und zog sich nach Norden zurück. Vermutlich brach er die Belagerung ab, nachdem er vom englischen Sieg in der Schlacht von Lincoln am 20. Mai erfahren hatte. Die vergebliche Belagerung von Mitford Castle verdeutlichte erneut die Schwäche des schottischen Heeres, das in dem Krieg mangels Belagerungsmaschinen nur wenige Burgen erobern konnte. Die Nachricht von dem Sieg über das Heer der Rebellen und des französischen Prinzen Ludwig bei Lincoln führte vermutlich dazu, dass Philip of Oldcoates und Hugh de Balliol einen Angriff auf die Unterstützer des schottischen Königs in Nordengland führten. Der schottische König berief daraufhin hastig sein Heer ein und machte Anfang Juli 1217 einen neuen Vorstoß nach Northumberland, über den aber kaum etwas bekannt ist. Möglicherweise wollte der schottische König einem Angriff der Anhänger des englischen Königs nach Lothian zuvorkommen.
Nur unter dem Druck der Herrschaft von Johann Ohneland hatten viele der nordenglischen Barone Ende 1215 und Anfang 1216 dem schottischen König die Treue geschworen, wobei sie nie akzeptiert hatten, dass die nordenglischen Grafschaften an Schottland fallen würden. Nach dem Tod von Johann Ohneland im Oktober 1216 verließen eine Reihe von Baronen das Lager der Rebellen, die sie vor allem aus Gegnerschaft zu dem verhassten König unterstützt hatten. Bereits kurz nach dem Tod des Königs begannen von Seite der englischen Regierung Bemühungen, den Krieg zu beenden. Am 28. Oktober 1216, vermutlich noch bevor Alexander II. nach Schottland zurückkehren konnte, wurde der junge Heinrich III. zum neuen englischen König gekrönt. Alexander II. ging auf die vorsichtigen Verhandlungsangebote des Regentschaftsrats, der für den minderjährigen König die Regierung führte, nicht ein. Der Regentschaftsrat erkannte nun die Magna Carta war, was weitere englische Rebellen zur Aufgabe bewegte. Der Regentschaftsrat und der päpstliche Legat Guala waren fest entschlossen, dem minderjährigen Heinrich III. ein Reich ohne territoriale Verluste zu übergeben. In der vom Regentschaftsrat beschlossenen Version der Magna Carta wurde der Artikel über die Ansprüche von Alexander II. entfernt. Bis zur Volljährigkeit von Heinrich III. waren für die Engländer territoriale Zugeständnisse gegenüber den Schotten unverhandelbar. Der Regentschaftsrat machte dem schottischen König nun keine neuen Verhandlungsangebote mehr, sondern setzte auf dessen bedingungslose Unterwerfung. Nach der Niederlage bei Lincoln im Mai 1217 war auch der französische Prinz Ludwig zu Verhandlungen bereit. Durch Vermittlung des päpstlichen Legaten schloss er am 12. September 1217 einen Frieden mit der englischen Regierung, der wenige Tage danach durch den Vertrag von Lambeth ratifiziert wurde. Entgegen seiner Beteuerung hatte der französische Prinz den schottischen König nicht mit in die Verhandlungen einbezogen. Ludwig hatte den schottischen König noch nicht einmal über die Verhandlungen informiert. Der schottische König hatte trotz seiner Vorstöße nicht die Kontrolle über Northumberland gewinnen können. Dennoch wollte er sich nicht eingestehen, dass der Krieg für ihn verloren war. Anfang September sammelte er erneut ein Heer, doch durch seine gute Aufklärung erfuhr er bereits am 12. September im südschottischen Jedburgh von dem bevorstehenden Friedensschluss. Immerhin hatte Prinz Ludwig ausgehandelt, dass der schottische König dem Frieden beitreten konnte.

## Kirchlicher Druck auf den schottischen König
Vier schottische Prälaten hatten Ende November 1215 am Vierten Laterankonzil in Rom teilgenommen. Bischof Brice Douglas von Moray und Abt Henry von Kelso Abbey kehrten nach dem Ende des Konzils rasch nach Schottland zurück. Sie konnten dem schottischen König berichten, dass die Kurie weiterhin fest hinter der Politik des englischen Königs stand. Bereits im September 1215 hatte Papst Innozenz III. die Gegner von Johann Ohneland im Allgemeinen exkommuniziert. Um den englischen König zu unterstützen, sandte er mit Guala einen Legaten nach England, der im Mai 1216 die Insel erreichte. Guala exkommunizierte am 29. Mai Prinz Ludwig und seine Unterstützer, und im November 1216 namentlich den schottischen König samt seinen Magnaten und Prälaten. Wahrscheinlich wurde der Bannspruch gegen die Schotten aber zunächst zurückgehalten, da die englische Regierung noch auf einen Frieden mit Schottland hoffte. Nach dem Tod von Papst Innozenz im Juni 1216 versuchte der neue Papst Honorius III. zunächst, den schottischen König diplomatisch zum Friedensschluss zu bewegen. Aber auch ein am 11. Januar 1217 direkt an den König gerichteter Papstbrief konnte ihn nicht zur Aufgabe bewegen. Der Papst erweiterte nun die Mission von Guala und ermächtigte ihn ausdrücklich, auch gegen die Gegner des englischen Königs in Schottland Kirchenstrafen zu verhängen. Nachdem im September 1217 der Frieden mit Prinz Ludwig geschlossen worden war, wurde der Bannspruch gegen den schottischen König und seine Unterstützer verkündet und über Schottland das Interdikt verhängt.

## Friedensschluss

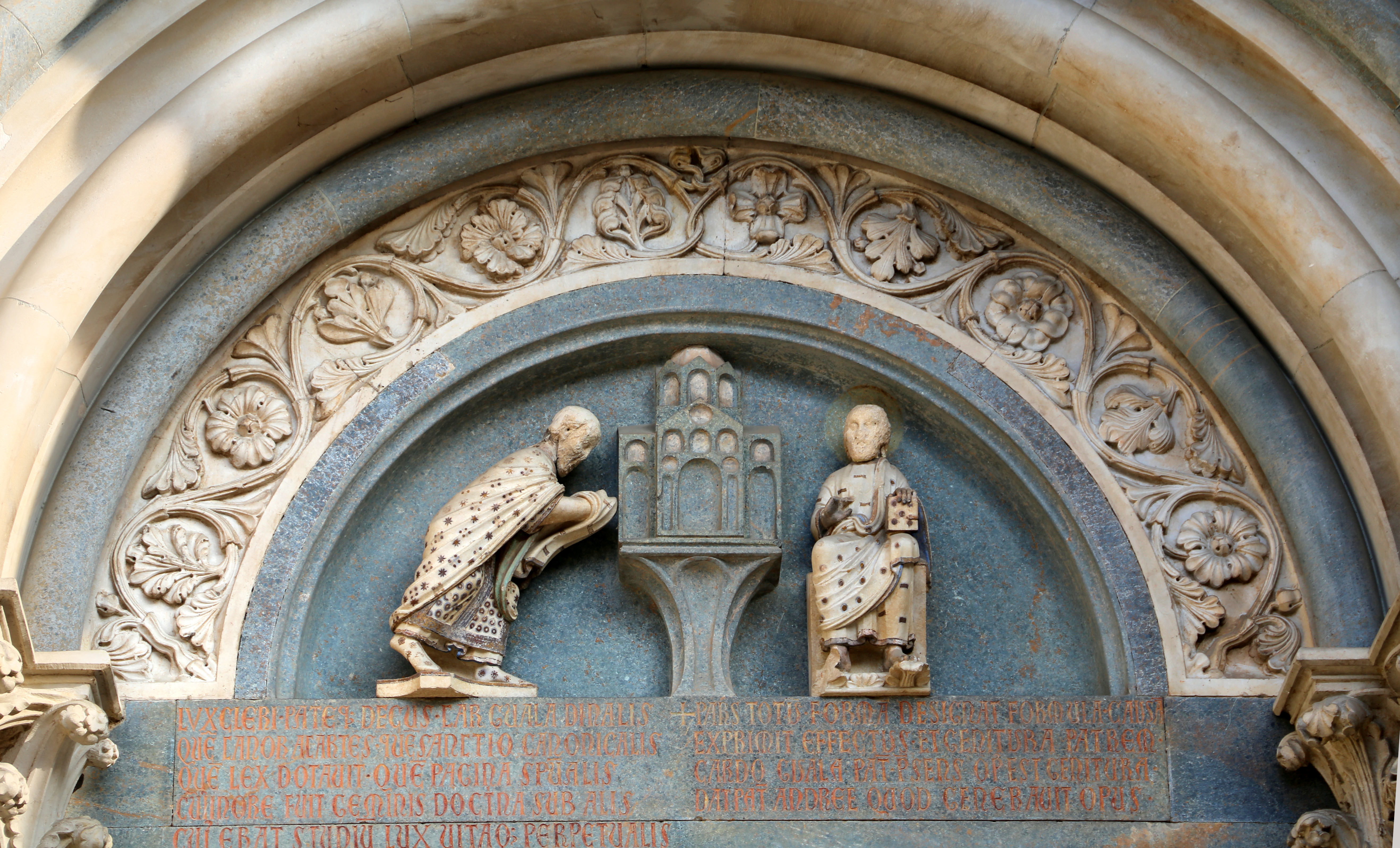
Guala (links) stiftet eine Kirche in Vercelli. Vor 1225 entstandenes Relief über dem linken Westportal der Kirche. Als päpstlicher Legat unterstützte Guala entschlossen die englischen Könige Johann Ohneland und Heinrich III.

Diplomatisch isoliert und von schweren Kirchenstrafen betroffen, erkannte Alexander II. im Herbst 1217, dass eine Fortsetzung des Krieges sinnlos war. Fast alle nordenglischen Barone hatten sich von ihm abgewandt und sich Heinrich III. unterworfen. Mit seinen begrenzten Kräften würde der schottische König auch das erobte Cumberland samt Carlisle nicht auf Dauer halten können. Er entließ sein Heer und wartete weitere Verhandlungsangebote ab. Die englische Regierung bot ihm einen Frieden an, der den Status quo ante bellum wiederherstellen sollte. Der Legat Guala bot ihm an, die über ihn verhängte Exkommunikation aufzuheben, falls die Schotten aus Carlisle abzogen. Alexander II. gab nach und ordnete am 1. Dezember 1217 in Berwick die Übergabe der Stadt an. Daraufhin hoben Walter de Gray, der Erzbischof von York, und Richard Marsh, der Bischof von Durham, im Auftrag des Legaten die Exkommunikation des Königs und seiner Anhänger auf. Am 19. Dezember 1217 wies die englische Regierung sieben Sheriffs an, dem schottische König seine Besitzungen in England zurückzugeben. Am 23. Dezember unterwarf sich Alexander II. in Northampton dem englischen König. Unter der Aufsicht des päpstlichen Legaten huldigte er ihm für seine englischen Besitzungen. Der zwei Jahre lang dauernde, blutige und kostspielige Krieg hatte für die Schotten keine Erfolge gebracht und hatte mit einer persönlichen Demütigung für den schottischen König geendet. Seine Politik war völlig gescheitert.

## Aufhebung der Kirchenstrafen gegen Schottland
Nach dem Abzug der Schotten nahm der Erzbischof von York Anfang Dezember 1217 Carlisle in Besitz. Die vom schottischen König getätigten Belehnungen in Cumberland und Westmorland wurden rückgängig gemacht, seine Unterstützer wurden bestraft. Obwohl die Exkommunikation des schottischen Königs und seiner Anhänger aufgehoben worden war, war das über Schottland verhängte Interdikt noch in Kraft. Die fünf schottischen Zisterzienserklöster hatten angenommen, aufgrund der Privilegien ihres Ordens von dem Interdikt ausgenommen zu sein. Dies sah Legat Guala anders und verhängte deshalb schwere Strafen gegen die Klöster. Erst ab Januar 1218 hoben Beauftragte von Guala in Schottland die Kirchenstrafen auf. Im Auftrag von Guala hielt Walter of Wisbech, Archidiakon des East Riding of Yorkshire, am 8. und 9. April 1218 ein Konzil in Berwick ab, wo er die formale Exkommunikation der Zisterzienser in Schottland verkündete. Schließlich verhängte Guala am 15. April 1218 in Northallerton hohe Strafgelder gegen den Orden. Dazu sollten die Bischöfe Walter of Glasgow, Brice Douglas von Moray und Adam of Caithness wegen ihrer Rolle als führende Berater des schottischen Königs persönlich nach Rom reisen, um vom Papst die Absolution zu erlangen. Auch der schottische Kanzler William del Bois sollte nach Rom reisen, doch aufgrund eines Reitunfalls durfte er einen Vertreter schicken. Der Papst kehrte aber rasch wieder zu einer freundlicheren Politik gegenüber Schottland zurück. Am 21. November 1218 erließ er die Bulle Filia specialis, die die Unabhängigkeit der schottischen Kirche gegenüber der englischen Kirche bestätigte.

## Weitere Verhandlungen zwischen England und Schottland
Nach der Unterwerfung des schottischen Königs zu Weihnachten 1217 folgten weitere Verhandlungen mit dem englischen Regentschaftsrat. Während der Verhandlungen, die zur Unterwerfung des schottischen Königs im Dezember 1217 geführt hatten, waren keine Vereinbarungen über die schottischen Ansprüche auf die nordenglischen Grafschaften getroffen worden. Auch die Rückgabe der Honour of Huntingdon an David of Huntingdon, dem Onkel des schottischen Königs, erfolgte nur schleppend. Dies lag aber weniger an der englischen Regierung, sondern vor allem daran, dass Johann Ohneland die Güter der Honour an Vertraute vergeben hatten. Diese, darunter William de Forz oder William Marshal, 2. Earl of Pembroke, übergaben die Güter trotz wiederholten Aufforderungen der Regierung nur mit Verzögerungen und sehr widerstrebend. Der Earl of Pembroke besetzte nach dem Tod von Earl David im Juni 1219 sogar weitere von dessen Gütern. Der neue Legat Pandulf war aber fest entschlossen, das Verhältnis zwischen dem englischen und dem schottischen König zu klären. Anfang August 1219 traf sich Alexander II. mit Pandulf in Norham. Sie verhandelten über die Rückgabe der Güter der Honour of Huntingdon, aber auch über den unerfüllten Vertrag von Norham von 1209 und den folgenden Vertrag von Durham 1212. Nach kurzen, aber positiven Verhandlungen wurden weitere Verhandlungen für den 3. November 1219 vereinbart. Dieses Treffen wurde Ende Oktober 1219 von englischer Seite abgesagt, wobei die schottischen Ansprüche auf die Honour of Huntingdon ausdrücklich bestätigt wurden. Im Frühjahr 1220 nahm Pandulf einen neuen Anlauf, um einen beständigen Frieden zu vereinbaren. Alan of Galloway wurde aufgefordert, für seine Besitzungen in Irland dem englischen König im Juni 1220 in York zu huldigen. Auch Alexander II. und seine Ratgeber wurden zu Verhandlungen nach York eingeladen, das sie vor dem 11. Juni 1220 erreichten.

## Der Vertrag von York (1220)

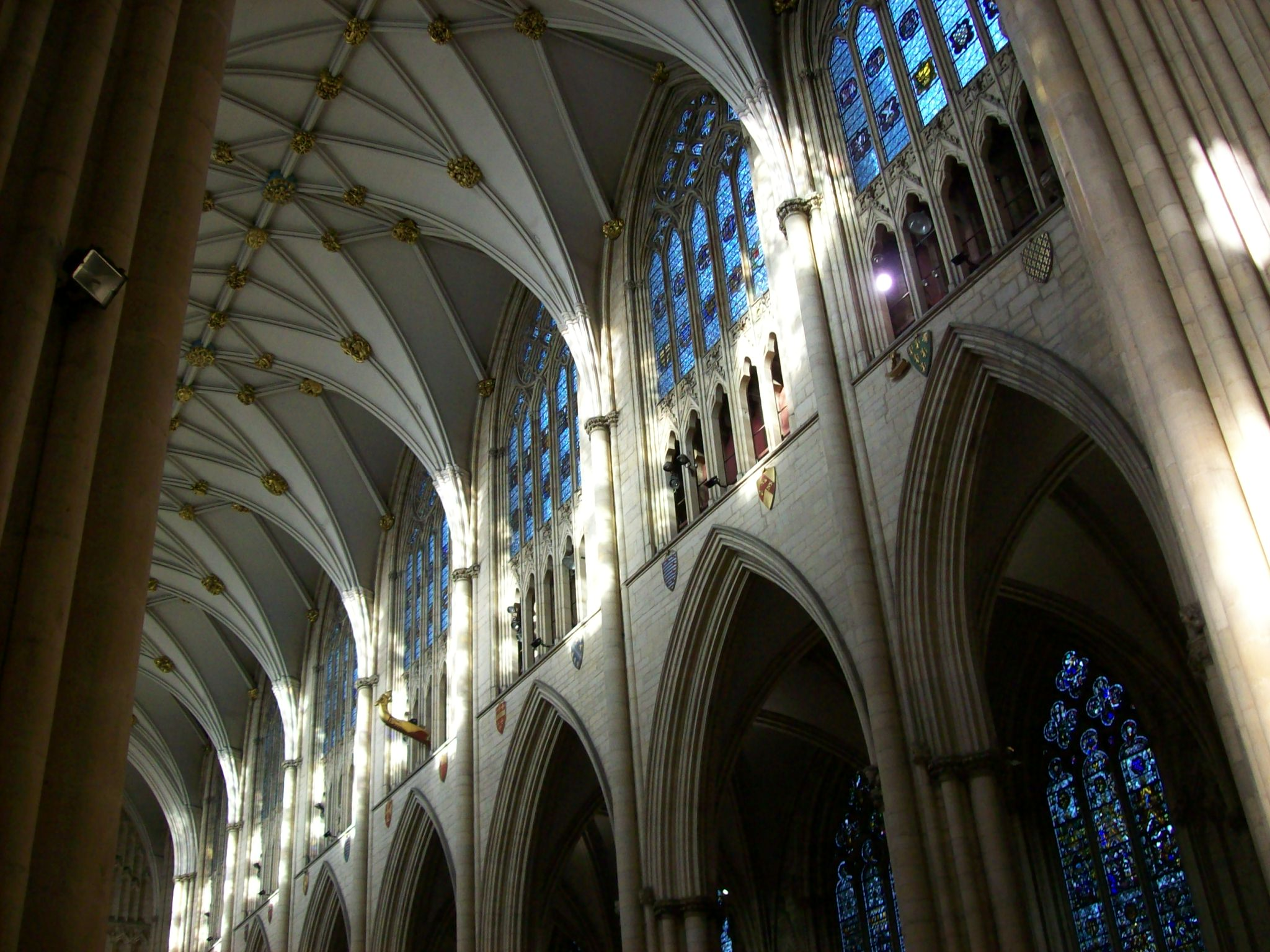
Das Langhausgewölbe von York Minster, wo 1221 die Hochzeit von Alexander II. und Johanna von England stattfand

Während der Verhandlungen in York wurde die Heirat von Alexander II. mit einer Schwester von Heinrich III. vereinbart, was für den schottischen König einen erheblichen Prestigegewinn bedeutete. Er war damit dem englischen König nicht nur familiär verbunden, sondern gewann auch gegenüber anderen Königen an Bedeutung. Da sich Johanna, die älteste Schwester des englischen Königs, noch in Frankreich befand, wurde eine Heirat mit der zweitältesten Schwester Isabella in Betracht gezogen. Allerdings sollte der schottische König keine Mitgift in Form von Landbesitz erhalten. Für die englische Regierung war damit die Frage über die Ansprüche des schottischen Königs auf Nordengland offenbar erledigt. Dafür verzichtete die englische Regierung auf die Zahlung der Restsumme von 5000 Merks, die nach den Verträgen von 1209 und 1212 der schottische König zahlen sollte. Drei Tage später forderte der englische König den Earl of Pembroke auf, endlich Fotheringhay Castle und die weiteren Besitzungen an den Erben der Honour of Huntingdon zu übergeben. Sollten bis Oktober 1221 die beiden Schwestern von Alexander, die sich noch am englischen Königshof befanden, nicht angemessen verheiratet worden sein, durften sie nach Schottland zurückkehren. Es war jedoch nicht mehr vorgesehen, sie mit Angehörigen der englischen Königsfamilie, also mit Heinrich III. oder seinem jüngeren Bruder Richard, zu verheiraten.
Alexander II. war es weder im Krieg noch im Vertrag von York gelungen, das nordenglische Erbe zurückzuerlangen, dass sein Vater 1157 an England abtreten musste. Er konnte auch nicht Heinrich III. dazu zwingen, die Versprechen einzulösen, die Johann Ohneland 1209 und 1212 gegeben hatte. Der Vertrag brachte auch keine Gebietsgewinne und keine Entschädigung für die hohen Kosten des Krieges, und der schottische König war mit seiner Forderung nach einer gerechten Behandlung beim englischen König, aber auch beim Papst gescheitert. Sein einziger Erfolg war die Heirat mit der ältesten Schwester des englischen Königs, was ein klarer Prestigegewinn für ihn war. Hierfür erhielt er aber keine Mitgift, sondern ihm wurden nur die 5000 Merks erlassen, die sein Vater dem englischen König nach den Verträgen von 1209 und 1212 noch geschuldet hatte. Da die Schwestern des schottischen Königs an englische Adlige verheiratet werden sollten, konnte Alexander II. aus ihren Heiraten keine diplomatischen Vorteile mehr erzielen. Der englische König war dagegen von seinen Verpflichtungen gegenüber dem schottischen König befreit und konnte versuchen, durch eine Heirat mit einer europäischen Adligen sein Prestige zu erhöhen. Damit hatte Pandulf einen bemerkenswerten Verhandlungserfolg für die englische Krone zulasten des schottischen Königs erreicht. Allerdings hatte der schottische König einen beständigen Frieden mit dem militärisch überlegenen englischen König erreicht. Auch wenn es in den nächsten Jahren noch mehrmals zu Spannungen zwischen England und Schottland kam, konnte sich der schottische König nun der Lösung von innenpolitischen Problemen widmen.

## Abschließende Verhandlungen und Umsetzung des Vertrags von York
Im Herbst 1220 forderte der Papst Hugo von Lusignan auf, die in seiner Obhut befindliche englische Königstochter Johanna nach England zurückzuschicken. Wenig später benötigte der Earl of Pembroke angesichts eines Konflikts mit dem walisischen Fürsten Llywelyn ab Iorwerth die Unterstützung des englischen Königs. Im Gegenzug dafür verlangte die Regierung endlich die Übergabe von Fotheringhay Castle. Im Oktober 1220 geleiteten der Erzbischof von York und Philip of Oldcoates den schottischen König zu weiteren Verhandlungen nach York, die am 13. Oktober begannen. Dem schottischen König wurde die bevorstehende Übergabe von Fotheringhay Castle und die Rückkehr seiner Braut nach England mitgeteilt. Die Hochzeit fand schließlich im Juni 1221, vier Jahre nach dem Ende des Kriegs, in York statt.
Erst nach der Volljährigkeit von Heinrich III. konnte der schottische König in den 1230er Jahren erreichen, dass sich der englische König erneut mit seinen Ansprüchen auf Nordengland befasste. Nach weiteren Verhandlungen wurde Alexander II. 1237 in einem weiteren Vertrag von York Grundbesitz in Nordengland zugesprochen.

## Rezeption
Der Krieg wird in der britischen Geschichtsschreibung nur wenig beachtet, was zum einen daran liegt, dass nur wenige schottische Dokumente aus der Zeit erhalten sind. Zwar gibt es zahlreiche englische Quellen und Berichte, doch da der Krieg keine territorialen Änderungen brachte, wurde er neben dem Krieg der Barone weitaus weniger beachtet. Auch die englischen Chroniken berichten von dem Krieg im Vergleich zum Krieg von 1173 bis 1174 und zum Krieg in den 1130er Jahren nur spärlich. Dazu war bereits für die zeitgenössischen englischen Chronisten offensichtlich, dass der Krieg zwischen Schottland und England nur ein Nebenkriegsschauplatz des größeren Konflikts zwischen Johann Ohneland und dem französischen Prinzen und den rebellischen Baronen war.